# Wit-Russische Rug

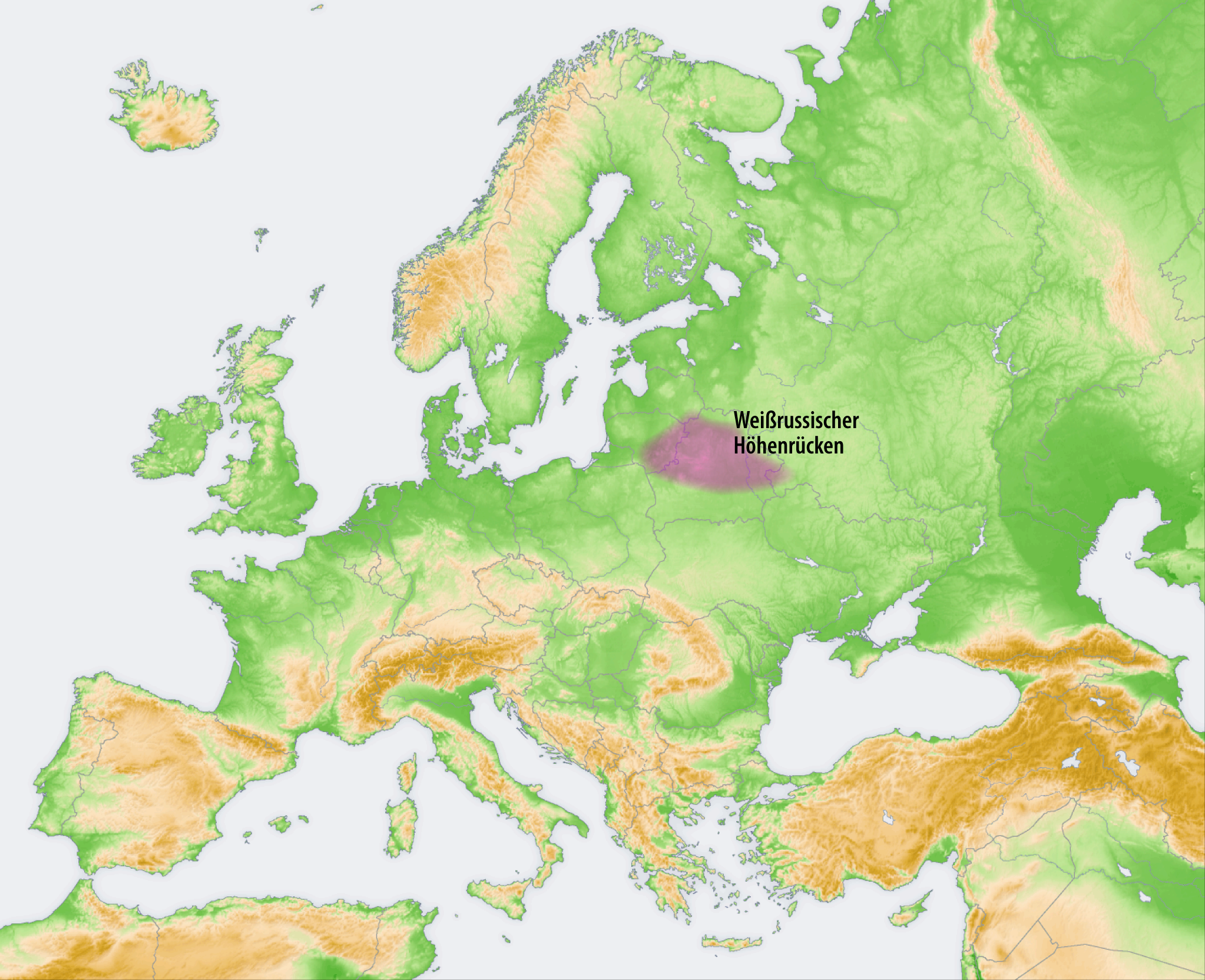
Ligging van de Wit-Russische Rug

De Wit-Russische Rug (Russisch: Белорусская гряда, Belaruskaya Gryada) is een keten van morenen in het noordwesten van Wit-Rusland. Deze rug, die bestaat uit lage, rollende heuvels, gaat voor ongeveer 500 kilometer van westzuidwest naar oostnoordoost, vanuit de streek van Brest, dat dicht bij de grens van buurland Polen ligt tot aan de Russische stad Smolensk.
De rug zelf werd onderverdeeld in verschillende secties die "plateaus" genoemd worden. Deze worden gevormd door verscheidene riviervalleien die doorheen de rug lopen. De 10 plateaus zijn in volgorde van west naar oost:
- plateau van Grodno
- plateau van Vaukavysk
- vallei van de Sjtsjara
- plateau van Navahroedak
- vallei van de Memel
- plateau van Minsk
- vallei van de Berezina
- plateaus van de Daugava en van Vitebsk-Nevel
- plateau van de Dnjepr
- plateau van Orsja
- een groep plateaus langs de oostgrens met Rusland

Het hoogste punt van de Wit-Russische Rug (en heel Wit-Rusland) is Dzyarzhynskaya Hara, met een hoogte van 345 m.